# Caprylsäure
Caprylsäure ist der Trivialname für die Carbonsäure Octansäure, eine gesättigte Fettsäure. Der Name leitet sich wie bei der Capronsäure und der Caprinsäure aus dem Lateinischen capra oder caper für Ziege beziehungsweise Ziegenbock ab. Ihre (Metall)Salze werden Octaneate genannt, der Begriff Octate wird in der Technik für Metallsalze der 2-Ethylhexansäure (mit ebenfalls 8 Kohlenstoff-Atomen, Verwendung als Sikkative) verwendet.

## Vorkommen und Herstellung

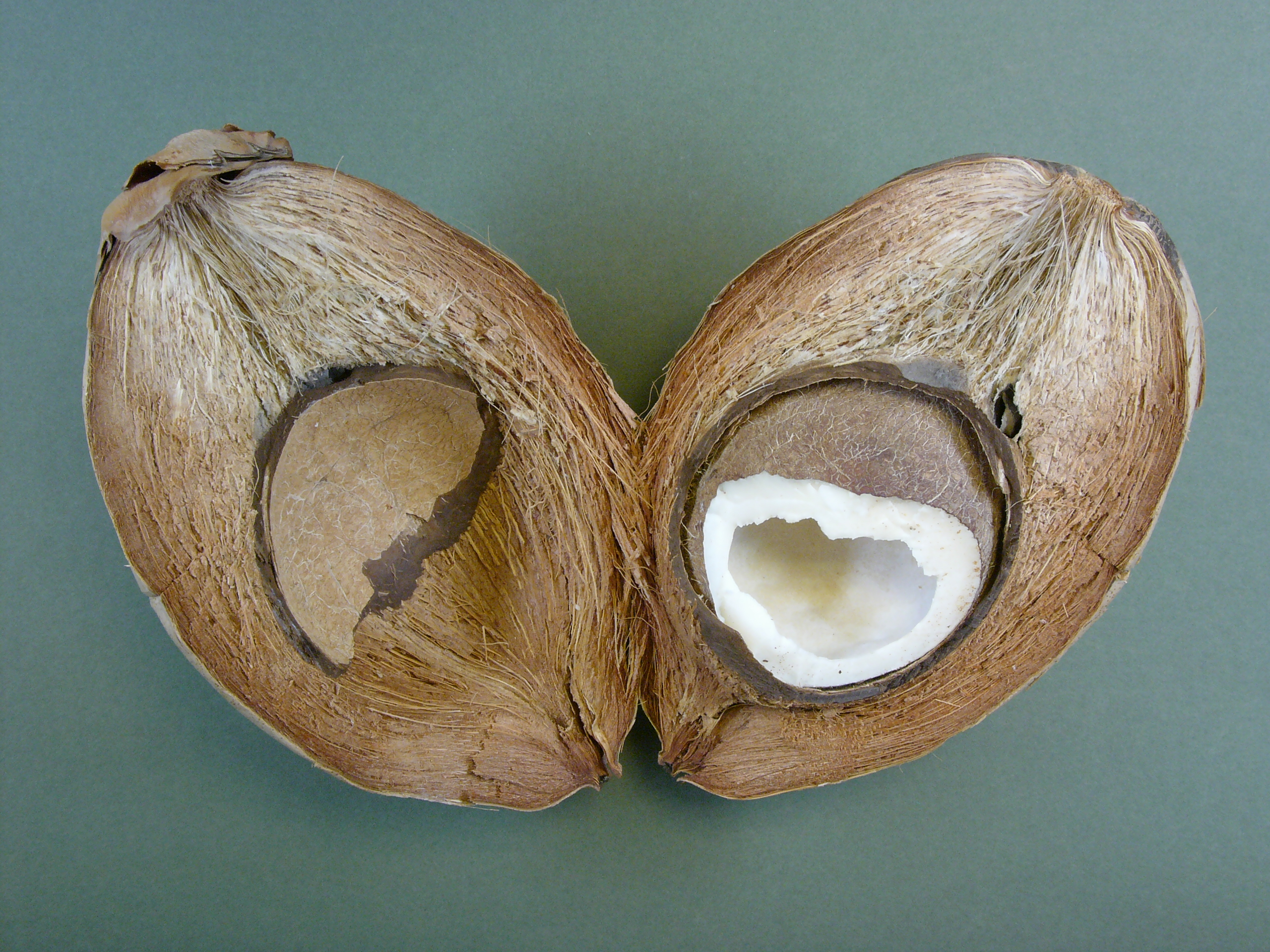
Das Fruchtfleisch der Kokosnuss (rechts) enthält Triglyceride der Caprylsäure.

Caprylsäure ist als Triglycerid (Glycerol-Triester) im Öl bzw. Fett der Kokosnuss (Kokosöl) zu etwa 5–9 % enthalten, in Butter zu ca. 1,2 %. Ebenfalls als Triglycerid findet sich Caprylsäure in Ziegenbutter, Milch, Palm-, Weinfuselöl, Fleischprodukten, Meeresfrüchten und Käse. Sie findet sich in hoher Konzentration in den Samenölen verschiedener Arten der Köcherblümchen (Cuphea spp.) und der Ulmengewächse (Ulmus spp.). Das Wehrsekret des Geißelskorpions Mastigoproctus giganteus besteht zu 5 % aus Caprylsäure. Als freie Säure kommt sie auch in Äpfeln, Bananen und Erdbeeren vor. Während des Reifeprozesses wird sie in Erdbeeren zu 1-Octanol und dessen Ester, die die Hauptaromakompenten bilden, verstoffwechselt. Weiter kommt sie in Salbei (Salvia sclarea), Thymian (Thymus vulgaris), Melonen, wie Wassermelonen (Citrullus lanatus) und Zuckermelonen (Cucumis melo), Ingwer (Zingiber officinale), Noni (Morinda citrifolia), Roselle (Hibiscus sabdariffa),  Cashewnüssen (Anacardium occidentale), Schwarzem Holunder (Sambucus nigra) und der Gemeinen Akelei (Aquilegia vulgaris) vor.
Die Carbonsäure wird synthetisch aus Octanol oder Octanal durch Oxidation hergestellt. Auch eine biotechnologische Herstellung mit Bakterien (Escherichia coli) und Hefen (Saccharomyces cerevisiae) ist möglich, wenn auch derzeit noch nicht in wirtschaftlich relevantem Maßstab.

## Octanoyl-ACP
Eines der Produkte der mitochondrialen Fettsäuresynthese (mtFAS) ist Octansäure, die an das Acyl-Carrier-Protein (ACP) gebunden ist und auch Octanoyl-ACP genannt wird. In Ermangelung einer mitochondrialen Thioesterase für Acyl-ACP — bei keiner Tierart wurde eine solche identifiziert — bleibt die Octansäure an das ACP gebunden und wird nicht als freie Fettsäure freigesetzt. Octanoyl-ACP dient als Vorläufer für die Biosynthese von Liponsäure, einem lebenswichtigen Cofaktor, der von mehreren wichtigen mitochondrialen Enzymkomplexen benötigt wird, darunter der Pyruvat-Dehydrogenase-Komplex (PDC), der α-Ketoglutarat-Dehydrogenase-Komplex (OGDC), der 2-Oxoadipat-Dehydrogenase-Komplex (2-OADHC), der verzweigtkettige α-Ketosäure-Dehydrogenase-Komplex (BCKDC) und das Glycine-Cleavage-System (GCS).

## Eigenschaften
Caprylsäure ist ein in reiner Form farbloses Öl mit schwach ranzigem Geruch und brennendem Geschmack. Die Carbonsäure schmilzt bei 16,5 °C und siedet bei 237 °C. Sie ist schlecht wasserlöslich, ist aber mit vielen organischen Lösemitteln mischbar. Ihre Salze und Ester heißen Caprate bzw. Octanoate. Caprylsäure reizt Augen und Haut.

## Verwendung
Verwendung findet Caprylsäure bei der Herstellung von Seifen, Farbstoffen, natürlichen Insektiziden, Fungiziden und antiseptischen Arzneimitteln.
Caprylsäure wird auch in Insektensprays eingesetzt und als „Naturprodukt“ beworben, da es sich nicht um ein klassisches Insektizid handelt. Caprylsäure löst den Chitinpanzer der Insekten auf, woran diese sterben.
Die Caprylsäure wird auch medizinisch gegen Pilzinfektionen (Kandidose) und einige Bakterieninfektionen verwendet.